# Cody Core
Cody Dylan Core (Auburn, 17 aprile 1994) è un giocatore di football americano statunitense che milita nel ruolo di wide receiver per i New York Giants della National Football League (NFL). Fu scelto dai Bengals nel sesto turno del draft 2016. Al college giocò a football con gli Ole Miss Rebels dell'università del Mississippi.

## Carriera

### Cincinnati Bengals
Nel corso del primo anno da titolare ha giocato otto partite (di cui quattro fin dall'inizio) facendo registrare 17 ricezioni per un totale di 200 iarde su passaggio